# Isabel de Hesse-Darmstadt (1579-1655)
Isabel de Hesse-Darmstadt (em alemão, Elisabeth von Hessen-Darmstadt; Darmstadt, 29 de novembro de 1579 - Wehen, Taunusstein, 17 de julho de 1655) era uma das filhas de Jorge I de Hesse-Darmstadt.

## Família
Isabel era a quarta filha do conde Jorge I de Hesse-Darmstadt e da condessa Madalena de Lippe. Os seus avós paternos eram o conde Filipe I de Hesse e a duquesa Cristina da Saxónia. Seus avós maternos eram o conde Bernardo VIII de Lippe e a condessa Catarina de Waldeck–Eisenberg.

## Casamento
Isabel casou-se com o conde João Casimiro de Nassau-Saarbrücken no dia 10 de maio de 1601. O casal teve apenas uma filha:
- Ana Leonor de Nassau-Saarbrücken (29 de março de 1602 - 7 de setembro de 1685), que se casou com o duque Luís Frederico de Württemberg-Montbéliard (com descendência).

O marido de Isabel morreu no dia em que a sua filha nasceu. A condessa não voltou a se casar.